# Sean Schemmel
Sean Christian Schemmel (Waterloo, Iowa, 21 de noviembre de 1968) es un actor, guionista y director de doblaje estadounidense quien ha trabajado para NYAV Post, 4Kids Entertainment, Funimation y varias compañías. Es conocido por ser la voz de Goku, el personaje principal de la popular franquicia de Dragon Ball, aunque también le da voz a otros personajes de la serie como Nail, Kaiō-sama, entre otros. También ha dirigido la adaptación al inglés en series de anime tales como Space Pirate Mito, Sadamitsu: The Destroyer, Midori no Hibi y Aa! Megami-sama.

## Filmografía

### Series Animadas
- Car's Life 2 - Fender
- Chaotic - Maxxor
- DC Super Friends - Hawkman
- G.I. Joe: Sigma 6 - Firefly
- Impy's Island - Rey Pumponell de Pompolonia
- Kappa Mikey - Gonard
- Pat & Stan - Stuart
- Sofia the First - Slim, Rey Habib, Voces adicionales
- Las Tortugas Ninja (2003) - Nobody, Yukio Mashimi, Varios
- Tortugas Ninja: Fast Forward - Constable Biggels, Sh'Okanabo, Nobody, Varios
- Thumb Wrestling Federation - Varios
- Las Tortugas Ninja de Regreso a la Alcantarilla - Maestro Khan, Zippy Lad, Varios
- Turtles Forever - Mirage Raphael
- Winx Club - Valtor
- Wulin Warriors - Scar
- Lego Monkie Kid - Sun Wukong